# クリスティアン・ベザイデンホウト
クリスティアン・ベザイデンホウト（Kristian Bezuidenhout、1979年 - ）は、南アフリカ生まれのオーストラリアのピアニスト。
南アフリカのキングウィリアムズタウンで幼少期を過ごした後、1988年に家族でオーストラリアに移住した。ベザイデンホウトはオーストラリアで勉強を始め、その後アメリカのイーストマン音楽学校で学んだ。レベッカ・ペニーズにピアノ演奏の手解きを受けた彼は、チェンバロをアーサー・ハースに、そしてフォルテピアノをマルコム・ビルソンに師事して初期の鍵盤楽器を探究した。21歳でブルージュの国際古楽コンクールで第1位及び聴衆賞を獲得したことで、国際的に認識された。
ベザイデンホウトは、フライブルク・バロック管弦楽団やコンチェルト・ケルン、コレギウム・ヴォカーレ・ヘント及びレザール・フロリサン等の客演ピアニストとして共演している。また共演した指揮者には、ジョン・エリオット・ガーディナー、フィリップ・ヘレヴェッヘ、トレヴァー・ピノック、フランス・ブリュッヘン、ジョヴァンニ・アントニーニがいる。演奏録音では、ハイドン、モーツァルト、ベートーヴェン、シューマンの作品で知られている。
現在は、ロンドン在住。

## 録音
- Kristian Bezuidenhout, Freiburger Barockorchester, Pablo Heras-Casado. Felix Mendelssohn, Piano Concerto No.2 & Symphony No.1. Played on Erard 1837 fortepiano. Label: Harmonia Mundi
- Daniel Hope (violin), Kristian Bezuidenhout (harpsichord and organ), Anne Sofie von Otter (mezzo-soprano), Chamber Orchestra of Europe. Vivaldi. Label: Deutsche Grammophon
- Kristian Bezuidenhout with Jan Kobow. Franz Schubert. Die schone Mullerin. Played on a replica of original Graf piano made by Paul McNulty. Label: Atma
- Kristian Bezuidenhout. Wolfgang Amadeus Mozart. Keyboard Music Vol.2. Played on a replica of the original Walter piano made by Paul McNulty. Label: Harmonia Mundi
- Kristian Bezuidenhout. Ludwig van Beethoven. Piano Concertos Nos. 2&5. Played on a replica of a Graf 1824 made by R.Regier. Label: Harmonia Mundi.
- Kristian Bezuidenhout, Isabelle Faust. Johann Sebastian Bach. Sonatas for Violin & Harpsichord. Label: Harmonia Mundi